# Olympique de Valence
 (décembre 2023).
- Si vous ne connaissez pas le sujet, laissez ce bandeau (vous pouvez alors contacter les auteurs).
- Si vous supprimez le contenu mis en cause (vous pouvez préalablement contacter les auteurs),

argumentez précisément cette suppression dans la page de discussion
(un manque de référence n'est pas un argument ; une recherche réelle de référence doit avoir été effectuée, être formellement documentée).
 (décembre 2023).
Si vous disposez d'ouvrages ou d'articles de référence ou si vous connaissez des sites web de qualité traitant du thème abordé ici, merci de compléter l'article en donnant les références utiles à sa vérifiabilité et en les liant à la section « Notes et références ».
Maillots
L'Olympique de Valence est un club de football français fondé en 1992 et situé à Valence.
Le club est créé par la fusion du Football Club de Valence et de l'Union sportive de la jeunesse d'origine arménienne de Valence, qui évoluaient ensemble depuis cinq saisons en Division 3. La fusion a lieu alors que l'USJOA Valence gagne sa promotion en Division 2, niveau que le FC Valence avait atteint lors de la saison 1984-1985.
Le nouveau club prend le nom d'Association sportive d'origine arménienne de Valence et démarre en Division 2 pour la saison 1992-1993. Le club change de nom en 2005 en Association sportive de Valence à la suite d'un dépôt de bilan, puis en 2014 en Olympique de Valence à la suite d'un nouveau dépôt de bilan.
Le club, actuellement présidé par Alain Palacci, évolue en Régional 1 depuis la saison 2024-2025.

## Histoire

### Genèse
L'Union sportive de la jeunesse d'origine arménienne de Valence est fondé au début des années 1920 par des Arméniens fuyant le génocide arménien de 1915. Une communauté importante s'installe à Valence. L'Union sportive de la jeunesse d'origine arménienne évolue alors au Stade de la Palla, dont la pelouse est régulièrement bénie par le diacre de l'Église apostolique arménienne.

### L'ascension en Division 2
Promus pour la première fois en division d'honneur en 1975, les Bleu et Blanc s'y maintiennent cinq saisons, rejoignant alors les voisins du Football Club Valence. En 1977-1978, l'Union sportive de la Jeunesse d'origine arménienne évolue pour la dernière fois au même niveau que le Football Club de Valence avant un certain temps. Les Arméniens peinent à se maintenir en division d'honneur. Surprenant 5e en division d'honneur la saison suivante, l'Union sportive de la Jeunesse d'origine arménienne de Valence est relégué douze mois plus tard. Pierre « Osky » Boyadjian est porté à la présidence en 1981.
En 1984, le club est relégué en promotion d'honneur après un nouveau passage en division d'honneur (1983-1984). Pierre Ferrazzi arrive en tant qu'entraîneur au club. Sous sa conduite, les joueurs du club arménien de Valence retrouvent la joie de jouer et les victoires s'enchaînent. Mettant particulièrement l'accent sur le plaisir, Pierre Ferrazzi obtient des résultats extraordinaires, passant de la promotion d'honneur à la Division 2, en l'espace de sept saisons.

### La fusion entre le FC Valence et l'USJOA
Pierre Boyadjian quitte son poste de président lors de l'année 1991.
Souvent évoquée, jamais réalisée, la fusion entre le Football Club Valence et l'Union sportive de la Jeunesse d'origine arménienne s'impose. Elle donne naissance en 1992 à l'Association sportive d'origine arménienne de Valence qui adopte les couleurs rouges du Football Club de Valence et permet au club de franchir le cap du professionnalisme, à nouveau obligatoire en Division 2.
Arthur Artinian, président de l'Union sportive de la Jeunesse d'origine arménienne depuis 1991, hérite de la présidence du « nouveau » club. Cette fusion va permettre également à l'Association sportive d'origine arménienne de Valence de posséder un nouveau stade, le stade Georges-Pompidou. Cette enceinte est moins « chaude » que le stade de la Palla avec la piste d'athlétisme, mais permet l'accueil de 14 380 personnes dans de meilleures conditions.
L'ASOAV va réaliser son premier coup en arrivant en 1/4 de finale de la Coupe de France lors de la saison 1995-1996, battue par le futur vainqueur, l'AJ Auxerre (0-2), puis réalisera son meilleur classement en Division 2 lors de la saison 1997-1998 en finissant 7e sur 22, sous la houlette de Léonce Lavagne qui partira à la fin de la saison.
Il est remplacé par Bruno Metsu pour une durée de trois ans.
| \| V. Yazmadjian W. Quevedo J. Monnier D. Valour S. Rondelaere G. Leclerc C. Chabert J. Fréchet C. Moutard A. Di Fraya A. Lukunku \| Composition de l'ASOA Valence en 1/4 de finale de coupe de France 1996 |
| V. Yazmadjian W. Quevedo J. Monnier D. Valour S. Rondelaere G. Leclerc C. Chabert J. Fréchet C. Moutard A. Di Fraya A. Lukunku                                                                              |

| V. Yazmadjian W. Quevedo J. Monnier D. Valour S. Rondelaere G. Leclerc C. Chabert J. Fréchet C. Moutard A. Di Fraya A. Lukunku |

| \| V. Yazmadjian B. Tchato J. Monnier D. Valour L. Sergi G. Leclerc M. Nogueira L. Delamontagne P. Celdran M. Maufroy Y. Mangione \| Équipe-type de la saison 1997-1998 |
| V. Yazmadjian B. Tchato J. Monnier D. Valour L. Sergi G. Leclerc M. Nogueira L. Delamontagne P. Celdran M. Maufroy Y. Mangione                                          |

| V. Yazmadjian B. Tchato J. Monnier D. Valour L. Sergi G. Leclerc M. Nogueira L. Delamontagne P. Celdran M. Maufroy Y. Mangione |

#### De 1998 à 2000: un fiasco sous l'ère Metsu
L'ASOAV va connaître la pire période de son histoire, deux années de crise sportive avec consécutivement 2 relégations, une première en 1999 en football avec une 18e place mais un repêchage à la suite de l'interdiction de montée du Gazélec Ajaccio (en raison d'une loi relative au nombre d'habitants), sept défaites à domicile en championnat, des éliminations prématurées en Coupe de France (défaite à Dijon, alors en National, 0-2) et en Coupe de la Ligue face au Toulouse FC (0-0, 2-4 tab). Le départ de certains joueurs cadres (dont Noguerra, Bill Tchato, Celdran) remplacés par des jeunes moins expérimentés explique sans doute ce fiasco.
La saison suivante, de 1999 à 2000 sera encore plus terrible malgré une intersaison marquée par des moyens financiers sans précédent à la suite du transfert d'Olivier Sorlin à Montpellier et un profond renouvellement de l'effectif avec l'arrivée de joueurs comme Robert Malm, Éric Assadourian, William Loko, et le retour de Philippe Celdran. Malgré un bon début de saison, l'équipe va retomber dans ses travers de la saison précédente avec des lacunes défensives et ne connaîtra plus la victoire en championnat de septembre 1999 à janvier 2000, ni le moindre succès à l'extérieur tout au long de la saison. Bruno Metsu démissionne en novembre et est remplacé par son adjoint Denis Zanko jusqu'au terme de la saison. Le club est rapidement hors compétition des coupes nationales, battu en Coupe de la Ligue dès le premier tour à Beauvais, club de National (2-2, 4-5 tab) et en Coupe de France en 1/16 de finale contre Pontivy, club de CFA sur le score de 1-2. Il finit avant-dernier du championnat et descend en National.

#### Saisons 2000-2003: la renaissance avecNotheaux
Cette nouvelle saison en National commence très mal pour l'ASOAV, qui débute par 4 défaites consécutives au mois d'août et provoque le départ de Denis Zanko. Didier Notheaux est alors rappelé à la rescousse dans un club en plein doute depuis 2 ans. Les supporters du club ne savent pas alors que cette saison sera celle de la renaissance pour le football valentinois.
En effet, sous son encadrement, l'équipe se reprend et va décrocher 31 pts sur 15 matchs en étant 4e à la trêve. De plus, en décembre, l'ASOAV apprend qu'elle affrontera le champion de France en titre, l'AS Monaco, en 1/32 de finale de la Coupe de France.
La reprise en janvier 2001 va être marquée par deux exploits retentissants, pour la première fois de son histoire, l'ASOAV se qualifie en 1/8 de finale de la Coupe de la Ligue le 4 janvier chez l'AS Cannes (2-1) en tant que Petit Poucet de l'épreuve avec Amiens, autre équipe de National et le 20 janvier élimine l'AS Monaco 1-0 devant 15000 spectateurs. Une euphorie s'empare de la ville et va monter d'un cran lors de la réception du FC Nantes, futur champion de France, lors des 1/8 de finale de la Coupe de la Ligue. L'ASOAV va mener un match mémorable en ne cédant qu'aux tirs au but et après être revenue au score dans les arrêts de jeu (1-1, 2-4 tab). En Coupe de France, l'équipe ira jusqu'en 1/8 de finale battue à domicile par le futur vainqueur, le RC Strasbourg (0-2). Ce parcours en coupe handicapera l'équipe pour la suite du championnat et ne permettra pas à l'ASOAV de mener la bataille pour remonter en L2. Le club termine finalement 10e de National mais voit son blason complètement redoré par cette saison.
La saison 2001-2002 voit l'ASOAV renouveler son effectif avec l'arrivée de joueurs tels que Oumar Tchomogo, Jérémy Stinat, Ousmane Traoré, Grégory Carmona, Steeve Elana, Bertrand Fayolle, Fabien Leclercq, et malgré un départ difficile, va réussir un parcours sans faute durant la première partie du championnat en finissant champion d'automne, marqué également par 2 victoires de prestige contre le Toulouse Football Club, relégué de Ligue 1. Le club fera impasse sur les coupes nationales en vue de mieux se préserver pour le championnat. Pourtant, l'ASOAV va devoir mener une bataille jusqu'au bout en raison d'une concurrence acharnée avec 5 autres clubs (Cannes, Clermont, Toulouse, Angoulême et Reims) qui constituent une bande de 6 équipes qui ne se lâcheront plus jusqu'à la dernière journée. C'est lors de cette 38e journée que l'ASOAV décroche la remontée à Cannes (2-1), où près de 1000 supporters feront le déplacement.
Pour son retour en Ligue 2 pour cette saison 2002-2003, 4 nouvelles recrues rejoignent le club, Rogerio Moreira, Bruno Da Rocha, Éric Allibert et Cédric Kanté. Le club retrouve les derbys contre le Grenoble Foot 38 avec 2 victoires à la clé (1-0, 2-1), et contre l'AS Saint-Étienne avec un nul et une défaite (0-0, 0-2). L'équipe ne réalisera pas de parcours en coupe, sortie en Coupe de la Ligue dès le premier tour chez Le Mans UC 72 (0-3) et en Coupe de France battu au 7e tour à Chasselay (0-1), et terminera 13e du championnat. Ce retour en L2 sera marqué par un exploit retentissant à 2 reprises contre le FC Metz relégué de l'élite, en s'imposant à l'aller 3-1 à domicile, puis 2-1 au Stade Saint-Symphorien.

#### Saisons 2003-2005: le début de la descente aux enfers
Cette saison commence à l'intersaison où Didier Notheaux n'est pas reconduit à la tête de l'équipe, Alain Ravera lui succédant. La première partie de saison va être marquée par une confrontation en 1/16 de finale de la Coupe de la Ligue en déplacement à Sochaux où l'équipe passe tout près d'une exploit en ne cédant que dans les prolongations (2-3) face au futur vainqueur. L'équipe va devoir faire face à une cascade de blessures tout au long de la saison ou privée de titulaires de longues semaines voire de longs mois, elle finira avec la plus mauvaise défense en Ligue 2. En Coupe de France, l'équipe va encore rater une occasion de réaliser un parcours en perdant en 1/16 de finale à domicile contre Châteauroux (2-2, 4-5 tab), finaliste de l'épreuve. Jamais en position de relégable tout au long de la saison, l'ASOAV va se faire surprendre lors de la dernière journée, et termine 18e du championnat à la suite de sa défaite à domicile dans les arrêts de jeu contre Angers (0-1), tandis que dans le même temps, ses poursuivants en position de relégable s'imposent à l'extérieur contre des équipes de haut de tableau (Laval 4-3 à Amiens , 6e au classement, et le FC Gueugnon 18e l'emporte 5-0 à Lorient, 4e au classement).
Pour cette saison 2004-2005, l'ASOAV retombe en National deux ans après l'avoir quitté et repart dans l'inconnu, sans se douter de l'épilogue qui l'attend en fin de saison (voir rubrique suivante). Un nouveau groupe est créé avec notamment le prêt de 3 joueurs de l'AS Saint-Étienne (Mickael Pontal, Xavier Luissint, Pathé Bangoura), et l'arrivée d'éléments tels qu'Ahmed Aït Ouarab, Mehdi Mostefa, Frédéric Fouret qui finira 2e meilleur buteur de National avec 17 buts derrière Steve Savidan. La saison démarre bien pour le club qui souhaite dans un premier temps assurer le maintien, fait encore l'impasse sur les coupes nationales, et se retrouve finalement 2e du championnat à la trêve. Malgré un parcours sans faute à domicile avec seulement 2 défaites, l'équipe peine à l'extérieur. En revanche, elle remporte le duel des leaders face à Valenciennes 1-0 à domicile après un nul à l'aller 1-1.
C'est lors de la 37e journée que l'ASOAV joue la remontée en déplacement à Besançon, un final époustouflant met un terme au suspens avec un but de Johann Chapuis dans les arrêts de jeu. Dans le même temps, le concurrent Sannois Saint-Gratien perd à domicile contre Cherbourg (0-1), les dirigeants du club francilien se remettant très mal de cet échec durant les temps à venir (voir rubrique suivante). Pour ce qui est censé être une grande fête de la remontée pour le dernier match à domicile, l'ASOAV reçoit justement l'équipe de Sannois, et offre un spectacle de buts à son public (3-3), le tout dans une ambiance plus que festive avec un feu d'artifice, mais la belle aventure va tourner au cauchemar pour le club lors de l'intersaison.

### La disparition de l'ASOAV
En cette fin de saison 2004-2005, un coup de théâtre sans précédent va précipiter la chute du club en pleine euphorie qui vient alors de gagner sur le terrain le droit de remonter en Ligue 2. Le 17 juin 2005, la commission d'appel de la DNCG confirme un refus de monter en première instance, malgré le rachat du club par Michel Scotto et ses partenaires, ayant injecté les 1 300 000 € manquants, permettant au club d'afficher un excédent de 900 000 € pour la saison à venir. Une polémique éclate avec le club de Sannois Saint-Gratien, club concurrent à la montée ayant fini 4e du National. Le jour même du passage des dirigeants drômois devant la commission d'appel, le 16 juin 2005, les dirigeants du club francilien, par l'intermédiaire de leur représentant Luc Dayan sur RMC, accusent le club drômois d'avoir faussé le championnat en raison de sa situation financière, et dénoncent la décision de la DNCG d'avoir laissé repartir l'Association sportive d'origine arménienne de Valence en National.
Confortés dans l'hypothèse d'un lobbying anti-ASOAV à la suite de ces événements et du fait qu'une décision était sans doute prise avant même le passage devant la commission d'appel, les dirigeants drômois saisissent le Comité national olympique et sportif français qui rend un avis favorable sur le dossier Association Sportive d'Origine Arménienne de Valence, tout comme les dossiers des autres clubs sanctionnés par la DNCG, l'AS Cannes et le CS Louhans-Cuiseaux, non sans avoir fait part de leur incompréhension auprès du président de la LFP et du ministère des Sports. Le club se réfère aussi au précédent cas de l'OGC Nice en 2002 qui, privé de montée par la DNCG, avait obtenu gain de cause en ayant été réintégré en Ligue 1 par le CNOSF quelques jours avant le championnat.
Le 8 juillet 2005, le conseil fédéral refuse la montée du club drômois (8 voix contre, 6 pour) en s'appuyant sur un article 5 du règlement considérant qu'il n'est pas possible d'apporter de nouveaux éléments après le passage devant la commission d'appel, mais décide de réintégrer l'AS Cannes et le CS Louhans-Cuiseaux en National sans avoir recours à cet article. Cette nouvelle décision déclenche la colère des dirigeants et supporters du club, qui sûrs d'être victimes d'une décision inique et d'une argutie juridique incohérente de la FFF, saisissent le tribunal administratif qui rejette la requête du club drômois le 29 juillet mais paradoxalement annonce que l'ASOAV aurait gain de cause en cours d'année. Les dirigeants rejettent un nouveau départ du club en National et annoncent le retrait de toutes les équipes des championnats dans lesquelles l'ASOAV était engagée. Et il s'ensuit logiquement le dépôt de bilan du club.
À la suite de cette affaire, de nombreuses actions ont été entreprises de la part des supporters drômois lors d'organisation de matchs (France-Grèce des féminines) de la part de la Fédération française de football afin d'exprimer leur mécontentement. À l'heure actuelle comme de partout en France, la méfiance reste de mise vis-à-vis la FFF. La mobilisation est toujours d'actualité afin d'avoir la vérité sur ce scandale.
Par ailleurs, il est à noter qu'une affaire similaire s'est reproduite en juillet 2007 avec l'affaire du SCO Angers, dont la Ligue de football professionnel tentera d'interdire la montée en L2 reprochant au club de ne pas avoir respecté l'esprit d'un article de la LFP, mais qui verra cette fois le tribunal administratif réintégrer le club angevin en Ligue 2 et condamnant la LFP à 2 000 € de dommages et intérêts.
En 2009, l'affaire Association sportive d'origine arménienne Valence a été remise en avant par les dirigeants de l'Entente Sannois Saint-Gratien, de la part de Luc Dayan, qui reprochent à la Fédération française de football d'avoir triché avec les règlements visant à repêcher le 18e de Ligue 2 au lieu de faire monter le 4e de National.

### Association sportive de Valence (2005-2014)
L'Association sportive de Valence prend alors le relais en 2005. Le nouveau club va connaître des débuts difficiles malgré une 4e place en « honneur » en 2006. Pourtant, la descente aux enfers va se poursuivre lors de la saison 2006-2007. Alors que la montée en CFA 2 était annoncée, l'AS Valence enchaine les contre-performances en championnat et en Coupe de France et se retrouve relégué en « honneur régional » à la suite d'une 10e place et de la relégation en Honneur des autres clubs de Drôme-Ardèche, Montélimar et Rhône-Vallées, derniers en CFA 2. Sans compter le désintérêt de la municipalité qui réaffirme sa volonté de ne pas ramener le club à un plus haut niveau. Sous l'impulsion d'une nouvelle équipe dirigeante, le club parviendra à remonter immédiatement en Division d'Honneur à l'issue de la saison 2007-2008 grâce à des retours d'anciens joueurs pro ayant évolué dans la région, Sylvain Flauto et Rogerio Moreira, joueur de l'ASOAV de 2002 à 2004.
Saison 2008-2009 : Le club, contrairement aux années précédentes, va enfin bénéficier du soutien de sa mairie avec une nouvelle équipe municipale élue qui apporte sa contribution et qui reste depuis très présente derrière le club en vue son évolution. Il finit 2e en "honneur" en remportant la coupe Rhône-Alpes. Un nouveau retour d'un ancien joueur de l'ASOAV a lieu à mi-saison, celui de Bertrand Fayolle.
Saison 2009-2010 : 3 autres anciens joueurs professionnels ayant évolué sous l'ASOAV effectuent leur retour, Stéphane Calce, Oumar Tchomogo et Ousmane Traoré, le club décroche à la fois le titre de champion de DH Rhône-Alpes ainsi que la coupe Rhône-Alpes pour la deuxième fois, cette fin de saison ayant été marquée par l'exclusion de DH du concurrent à la montée, le FC Limonest, pour une tentative de corruption lors de l'avant dernière journée de DH sur le Valence FC alors que le club rhodanien perdait (0-1) durant ce match. L'AS Valence monte en CFA 2 pour la première fois sous la forme actuelle du club.
Saison 2010-2011 : Un autre ancien joueur de l'ASOAV, Mickaël Stéphan, revient au club. Lors de cette saison, l'AS Valence reste régulièrement à la deuxième place de CFA 2 (groupe D) en assurant prioritairement le maintien, obtenant l'accession en CFA en gagnant 2-1 sur sa pelouse face à Saint-Priest à l'avant-dernière journée.
Saison 2011-2012 : L'ancien joueur de L1, Philippe Brunel, rejoint le club pour finir sa carrière. L'AS Valence va s'illustrer en Coupe de France en atteignant les 16èmes de finale, battu par Évian Thonon Gaillard, club de L1 (0-2), après avoir sorti Arles-Avignon au 7e tour, club de L2 (2-0 après prolongations où le match fut arrêté après que les joueurs d'Arles eurent fini le match à 8), le Grenoble Foot 38, club de CFA 2 au 8e tour (3-2 après prolongations), et le Stade lavallois en 1/32, club de L2 (1-1, 7-6 tab). Le club termine 6e du championnat qui voit le FC Bourg Péronnas accéder en National.  
Saison 2012-2013 : Maintien en CFA mais cette saison marque le début de conflits en coulisses qui provoque le départ de l’entraîneur Fabien Mira remplace par Frédéric Pons. D'autres membres du club (éducateurs, entraîneurs) doivent quitter le club malgré leurs bons résultats. Les dirigeants du club se retrouvent attaqués sur les réseaux sociaux par certaines personnes voulant dénoncer certaines pratiques mais la présidence du club porte plainte pour diffamation.       

#### La disparition de l'AS Valence
Saison 2013-2014 : En milieu de classement durant la trêve, le club drômois se retrouve confronté dès la reprise dans une situation de crise financière qui sera fatale pour le reste de la saison. Dès le mois de janvier, il est dans l'impossibilité de pouvoir payer les joueurs de l'équipe première dont la plupart sont obliges de partir. C'est donc une équipe réduite qui ne peut pas s'entraîner dans de bonnes conditions et les répercussions sur les matchs ne se font pas attendre. Plus aucune victoire en championnat, les joueurs non payés saisissent les prud'hommes qui condamnent les dirigeants à payer les joueurs. Comme lors de la saison de mai 2004 du temps de l'ASOAV, le club drômois se retrouve à jouer son maintien lors de la dernière journée en déplacement à Tarbes. Un nul suffit pour le maintien mais l'AS Valence s'incline 1-0 et est relégué en CFA 2, alors qu'elle n'avait jamais été en position de relégable tout au long de la saison. Étant dans l'impossibilité de combler un passif de 450 000 euros, le club est contraint de déposer le bilan, 9 ans après celui de l'ASOAV. Un nouveau club est refondé sous le nom de l'Olympique de Valence et redémarre en PHR. Pour certains observateurs, cette chute était prévisible en raison d'une mauvaise gestion en interne et des mauvaises méthodes dénoncées depuis la saison précédente. À la suite de cette affaire, la nouvelle municipalité de Valence porte plainte contre les anciens dirigeants de l'AS Valence sur l'utilisation des subventions versées à l'ancien club.

### Olympique de Valence (depuis 2014)
L'Olympique de Valence démarre en PHR, entraînée par Philippe Brunel et Herbert Choppick, avec Malik Vivant comme directeur sportif. Le club s'appuie sur son PEFA (Pole excellence foot amateur), l'unique en France, avec une politique fondée sur la formation de jeunes en vue de remonter rapidement les échelons.
L'objectif d'un retour au niveau national, que s'était fixé le club lors de sa création, est atteint en 2023.
Évolution du club depuis sa refondation :
- Au printemps 2017, le club est promu en Régional 2 (ex-DHR).
- Au printemps 2019, le club est promu en Régional 1.
- Au printemps 2023, le club est promu en National 3.

## Identité du club

### Noms du club
| \| \| \| Football Club de Valence (1946-1992) \| Football Club de Valence (1946-1992) \| Football Club de Valence (1946-1992) \| Football Club de Valence (1946-1992) \| Football Club de Valence (1946-1992) \| Football Club de Valence (1946-1992) \| \| \| \| \| \| \| Union sportive de la Jeunesse d'origine arménienne de Valence (1920-1992) \| Union sportive de la Jeunesse d'origine arménienne de Valence (1920-1992) \| Union sportive de la Jeunesse d'origine arménienne de Valence (1920-1992) \| Union sportive de la Jeunesse d'origine arménienne de Valence (1920-1992) \| Union sportive de la Jeunesse d'origine arménienne de Valence (1920-1992) \| Union sportive de la Jeunesse d'origine arménienne de Valence (1920-1992) \| \| \| \| \| \| \| \| \| \| \| \| \| \| \| \| \| \| Football Club de Valence (1946-1992) \| Football Club de Valence (1946-1992) \| Football Club de Valence (1946-1992) \| Football Club de Valence (1946-1992) \| Football Club de Valence (1946-1992) \| Football Club de Valence (1946-1992) \| \| \| \| \| \| \| Union sportive de la Jeunesse d'origine arménienne de Valence (1920-1992) \| Union sportive de la Jeunesse d'origine arménienne de Valence (1920-1992) \| Union sportive de la Jeunesse d'origine arménienne de Valence (1920-1992) \| Union sportive de la Jeunesse d'origine arménienne de Valence (1920-1992) \| Union sportive de la Jeunesse d'origine arménienne de Valence (1920-1992) \| Union sportive de la Jeunesse d'origine arménienne de Valence (1920-1992) \| \| \| \| \| \| \| \| \| \| \| \| \| \| \| \| \| \| \| \| \| \| \| \| \| \| \| \| \| \| \| \| \| \| \| \| \| \| \| \| \| \| \| \| \| \| \| \| \| \| \| \| \| \| \| \| \| \| \| Association sportive d'origine arménienne de Valence (1992-2005) \| \| \| \| \| \| \| \| \| \| \| \| \| \| \| \| \| \| \| \| \| \| \| \| \| \| \| \| \| \| \| \| \| \| \| \| \| \| \| \| \| \| \| \| \| \| \| \| \| \| \| \| \| \| \| \| \| \| \| \| \| \| \| \| \| \| \| \| \| \| Association sportive de Valence (2005-2014) \| \| \| \| \| \| \| \| \| \| \| \| \| \| \| \| \| \| \| \| \| \| \| \| \| \| \| \| \| \| \| \| \| \| \| \| \| \| \| \| \| \| \| \| \| \| \| \| \| \| \| \| \| \| \| \| \| \| \| \| \| \| \| \| \| \| \| \| \| \| Olympique de Valence (depuis 2014) \| \| \| \| \| \| \| \| \| \| \| \| \| \| \| \| \| \| \| \| \| \| \| \| \| \| |  |                                      |                                      |                                      |                                      |                                      |                                      |                                                                  |  |  |  |  |  |                                                                           |                                                                           |                                                                           |                                                                           |                                                                           |                                                                           |  |  |  |  |  |  |  |  |  |  |  |  |  |  |
| |  | Football Club de Valence (1946-1992) | Football Club de Valence (1946-1992) | Football Club de Valence (1946-1992) | Football Club de Valence (1946-1992) | Football Club de Valence (1946-1992) | Football Club de Valence (1946-1992) |                                                                  |  |  |  |  |  | Union sportive de la Jeunesse d'origine arménienne de Valence (1920-1992) | Union sportive de la Jeunesse d'origine arménienne de Valence (1920-1992) | Union sportive de la Jeunesse d'origine arménienne de Valence (1920-1992) | Union sportive de la Jeunesse d'origine arménienne de Valence (1920-1992) | Union sportive de la Jeunesse d'origine arménienne de Valence (1920-1992) | Union sportive de la Jeunesse d'origine arménienne de Valence (1920-1992) |  |  |  |  |  |  |  |  |  |  |  |  |  |  |
| |  | Football Club de Valence (1946-1992) | Football Club de Valence (1946-1992) | Football Club de Valence (1946-1992) | Football Club de Valence (1946-1992) | Football Club de Valence (1946-1992) | Football Club de Valence (1946-1992) |                                                                  |  |  |  |  |  | Union sportive de la Jeunesse d'origine arménienne de Valence (1920-1992) | Union sportive de la Jeunesse d'origine arménienne de Valence (1920-1992) | Union sportive de la Jeunesse d'origine arménienne de Valence (1920-1992) | Union sportive de la Jeunesse d'origine arménienne de Valence (1920-1992) | Union sportive de la Jeunesse d'origine arménienne de Valence (1920-1992) | Union sportive de la Jeunesse d'origine arménienne de Valence (1920-1992) |  |  |  |  |  |  |  |  |  |  |  |  |  |  |
| |  |                                      |                                      |                                      |                                      |                                      |                                      |                                                                  |  |  |  |  |  |                                                                           |                                                                           |                                                                           |                                                                           |                                                                           |                                                                           |  |  |  |  |  |  |  |  |  |  |  |  |  |  |
| |  |                                      |                                      |                                      |                                      |                                      |                                      | Association sportive d'origine arménienne de Valence (1992-2005) |  |  |  |  |  |                                                                           |                                                                           |                                                                           |                                                                           |                                                                           |                                                                           |  |  |  |  |  |  |  |  |  |  |  |  |  |  |
| |  |                                      |                                      |                                      |                                      |                                      |                                      |                                                                  |  |  |  |  |  |                                                                           |                                                                           |                                                                           |                                                                           |                                                                           |                                                                           |  |  |  |  |  |  |  |  |  |  |  |  |  |  |
| |  |                                      |                                      |                                      |                                      |                                      |                                      | Association sportive de Valence (2005-2014)                      |  |  |  |  |  |                                                                           |                                                                           |                                                                           |                                                                           |                                                                           |                                                                           |  |  |  |  |  |  |  |  |  |  |  |  |  |  |
| |  |                                      |                                      |                                      |                                      |                                      |                                      |                                                                  |  |  |  |  |  |                                                                           |                                                                           |                                                                           |                                                                           |                                                                           |                                                                           |  |  |  |  |  |  |  |  |  |  |  |  |  |  |
| |  |                                      |                                      |                                      |                                      |                                      |                                      | Olympique de Valence (depuis 2014)                               |  |  |  |  |  |                                                                           |                                                                           |                                                                           |                                                                           |                                                                           |                                                                           |  |  |  |  |  |  |  |  |  |  |  |  |  |  |

### Logos

Logo de l'ASOAV (-2005).
Logo de l'AS Valence (2005-2014).
Logo actuel.

## Palmarès et résultats

### Palmarès
| Compétitions nationales | Compétitions régionales                                                                                                  |
| - Championnat de France de Division 3 - Vainqueur de groupe : 1992 - Coupe de France - Meilleure performance : Quart de finaliste en 1996 - Coupe de la Ligue - Meilleure performance : Huitième de finaliste en 2001 | - Division d'Honneur Rhône-Alpes - Champion : 1986 et 2010 - Coupe de Rhône-Alpes - Vainqueur : 1999, 2009, 2010 et 2015 |

### Parcours en championnat
La frise chronologique suivante montre l'évolution des championnats de la Fédération française de football et de la Ligue de football professionnel auxquels l'Olympique de Valence a participé au cours de son histoire. Les noms des championnats et le nombre de niveaux ont évolué au cours des années. Pour les championnats nationaux, se reporter à l'article football en France, pour les championnats régionaux, à l'article Ligue Auvergne-Rhône-Alpes de football.

## Personnalités du club

### Entraîneurs
| Dates     | Nom             | Nationalité |
| --------- | --------------- | ----------- |
| 1984-1993 | Pierre Ferrazzi | France      |
| 1993-1995 | Didier Notheaux | France      |
| 1995-1998 | Léonce Lavagne  | France      |
| 1998-1999 | Bruno Metsu     | France      |
| 1999-2000 | Denis Zanko     | France      |
| 2000-2003 | Didier Notheaux | France      |
| 2003-2005 | Alain Ravera    | France      |
| 2005-2006 | Éric Villa      | France      |
| 2006-2013 | Fabien Mira     | France      |
| 2013-2014 | Frédéric Pons   | France      |
| 2014-2016 | Philippe Brunel | France      |
| 2016-2024 | Malik Vivant    | France      |
| 2024-     | Logan Alphant   | France      |